# Cryptus macellus
Cryptus macellus är en stekelart som beskrevs av Tschek 1871. I den svenska databasen Dyntaxa används istället namnet Cryptus arenicola. Cryptus macellus ingår i släktet Cryptus och familjen brokparasitsteklar. Arten är reproducerande i Sverige. Inga underarter finns listade i Catalogue of Life.